# Nijmeegse Vierdaagse 2024
De 106e editie van de Nijmeegse Vierdaagse is gestart op dinsdag 16 juli 2024 en eindigde op vrijdag 19 juli 2024.
Voor het eerst konden ruim 2.300 wandelaars alsnog een kaart van andere wandelaars krijgen. Deze startkaart was overdraagbaar tot 31 mei 2024. In 2024 zijn er 40.574 burgerinschrijvingen en 6.426 militairen ingeschreven. Deelnemers komen uit 86 verschillende landen, voor het eerst ook Burkina Faso en Noord-Macedonië. Van de deelnemers wonen er 4.540 in Nijmegen. Van de jongste deelnemers zijn er 358 geboren in 2012, daarnaast hebben 14 deelnemers zich met rolstoel ingeschreven.

## Bijzonderheden in 2024
Op vrijdag werden alle routes met 10 kilometer verkort in verband met de verwachte hitte. Voor het eerst is een 20km-route bekendgemaakt voor extreme weersomstandigheden. Deze route stond in het draaiboek. Bij de militairen verviel de eis op het lopen met bepakking, maar bleef de afstand hetzelfde. De route van militaire cadetten, die jonger zijn dan 18 jaar, werd met 10 km ingekort (net als bij burgers) omdat ze aanvankelijk geen gewicht van 10 kg droegen.

## Barometer[3]
| Inschrijvingen                    | 47.000 |
| Aangemeld op zondag en maandag    | 45.445 |
| niet aangemeld                    | 1.555  |
| 1e dag niet gestart / uitgevallen | 819    |
| 1e dag uitgelopen                 | 44.626 |
| 2e dag niet gestart / uitgevallen | 1.466  |
| 2e dag uitgelopen                 | 43.160 |
| 3e dag niet gestart / uitgevallen | 1.291  |
| 3e dag uitgelopen                 | 41.869 |
| 4e dag niet gestart / uitgevallen | 317    |
| Tocht uitgelopen                  | 41.552 |